# Kerti nőszirom
A kerti nőszirom (Iris × germanica) a nősziromfélék (Iridaceae) családjába tartozó hibrid dísznövény, amely a dalmát nőszirom (Iris pallida) és a tarka nőszirom (Iris variegata) kereszteződéséből jött létre.

## Megjelenése
Gyöktörzses, szakállas írisz. Magassága 60–120 cm. Szára kevéssé ágazik el, legfeljebb 6, sárga szakállú, 10–15 cm átmérőjű, kékes-bíbor vagy ibolyakék virágot hoz. Tavasz végén és nyár elején virágzik.

## Képek

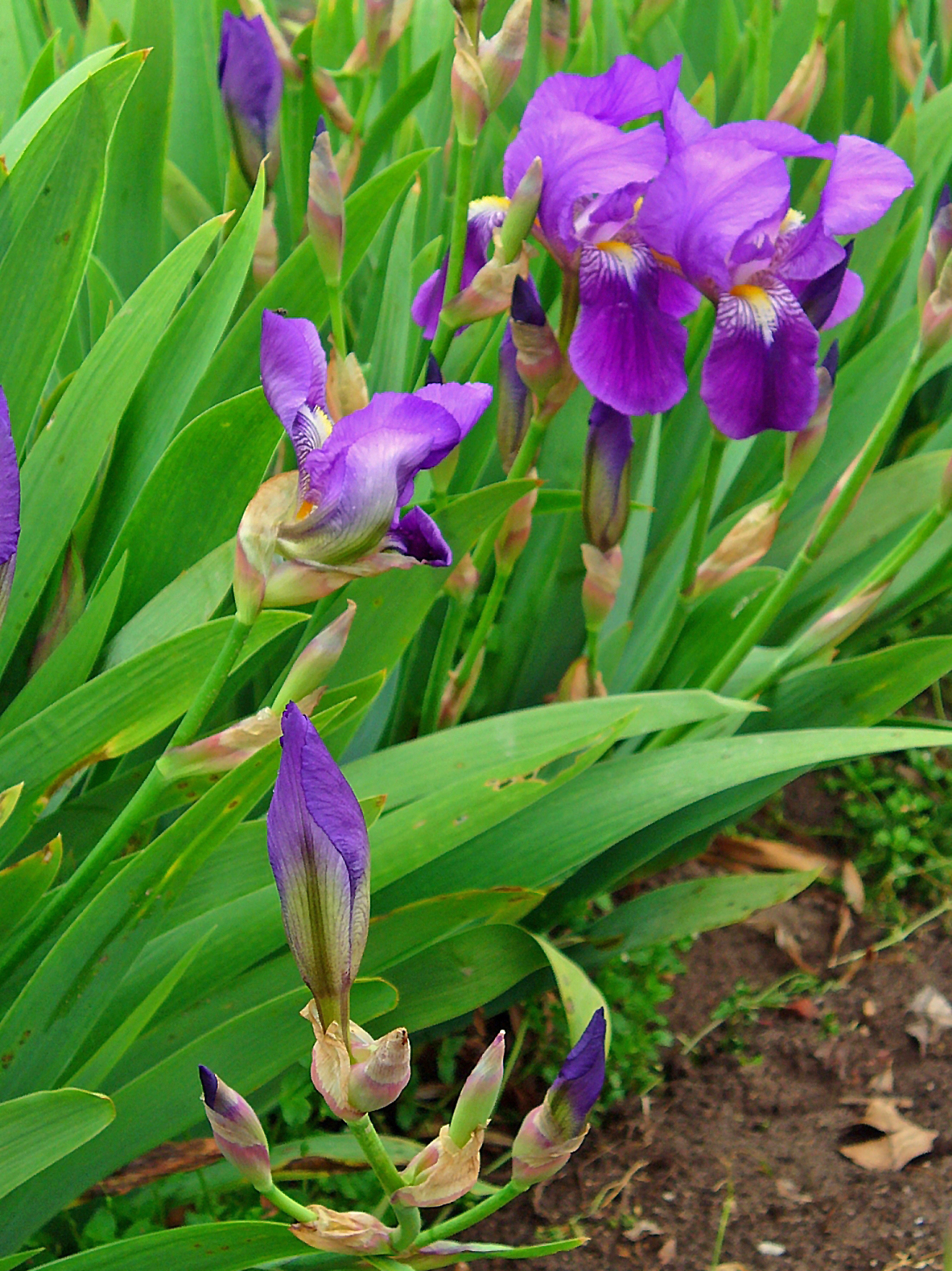
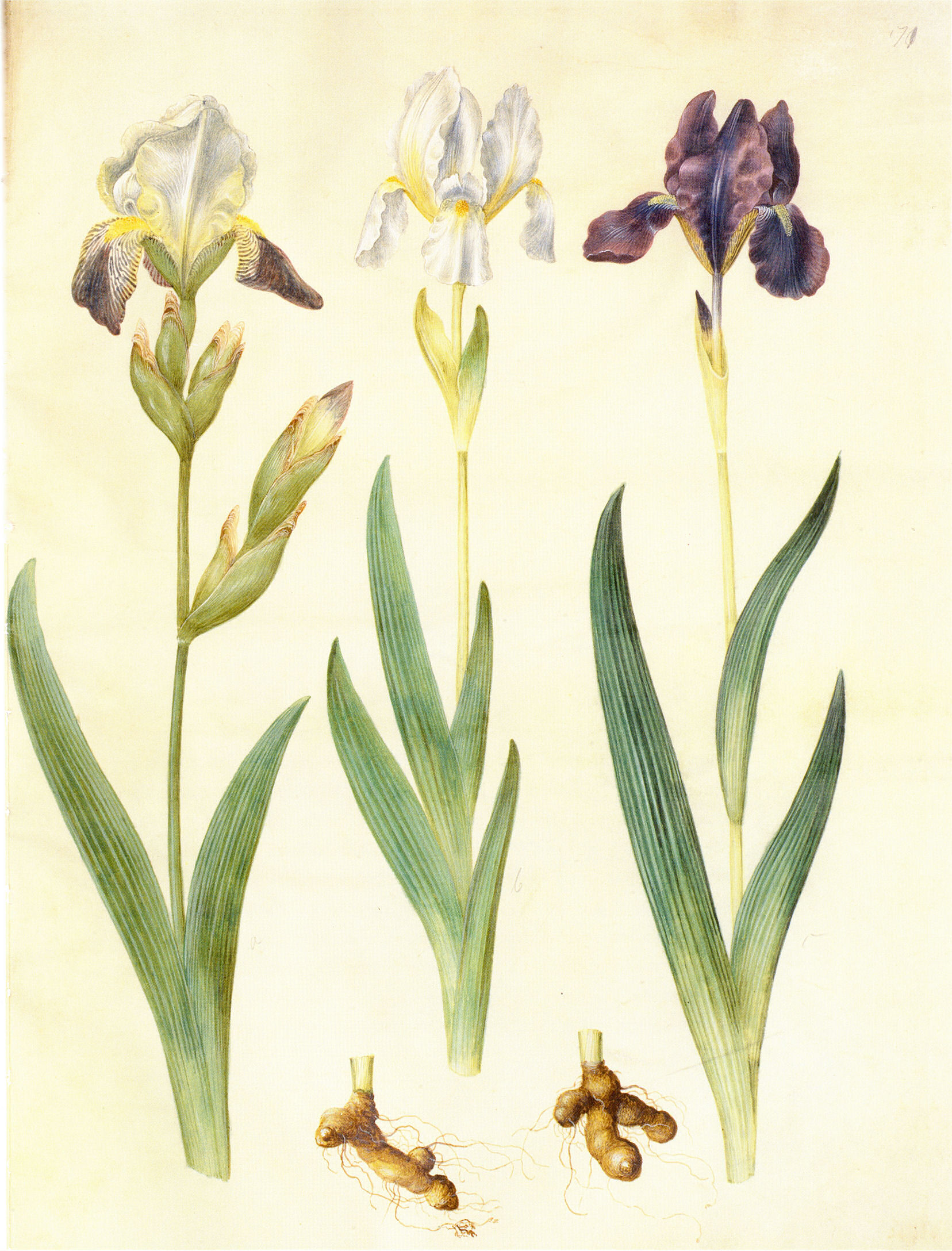
Herbáriumi illusztrációja
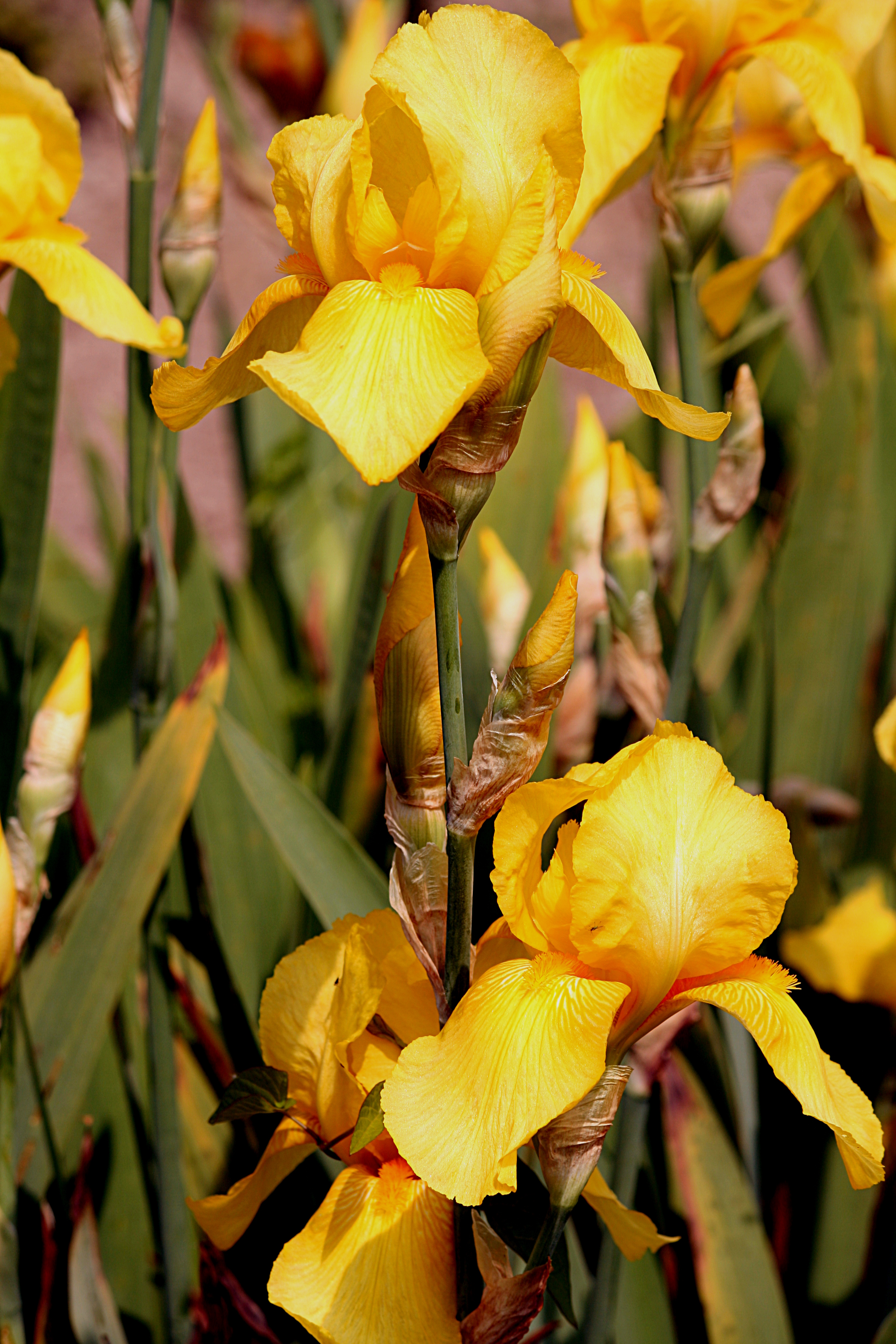
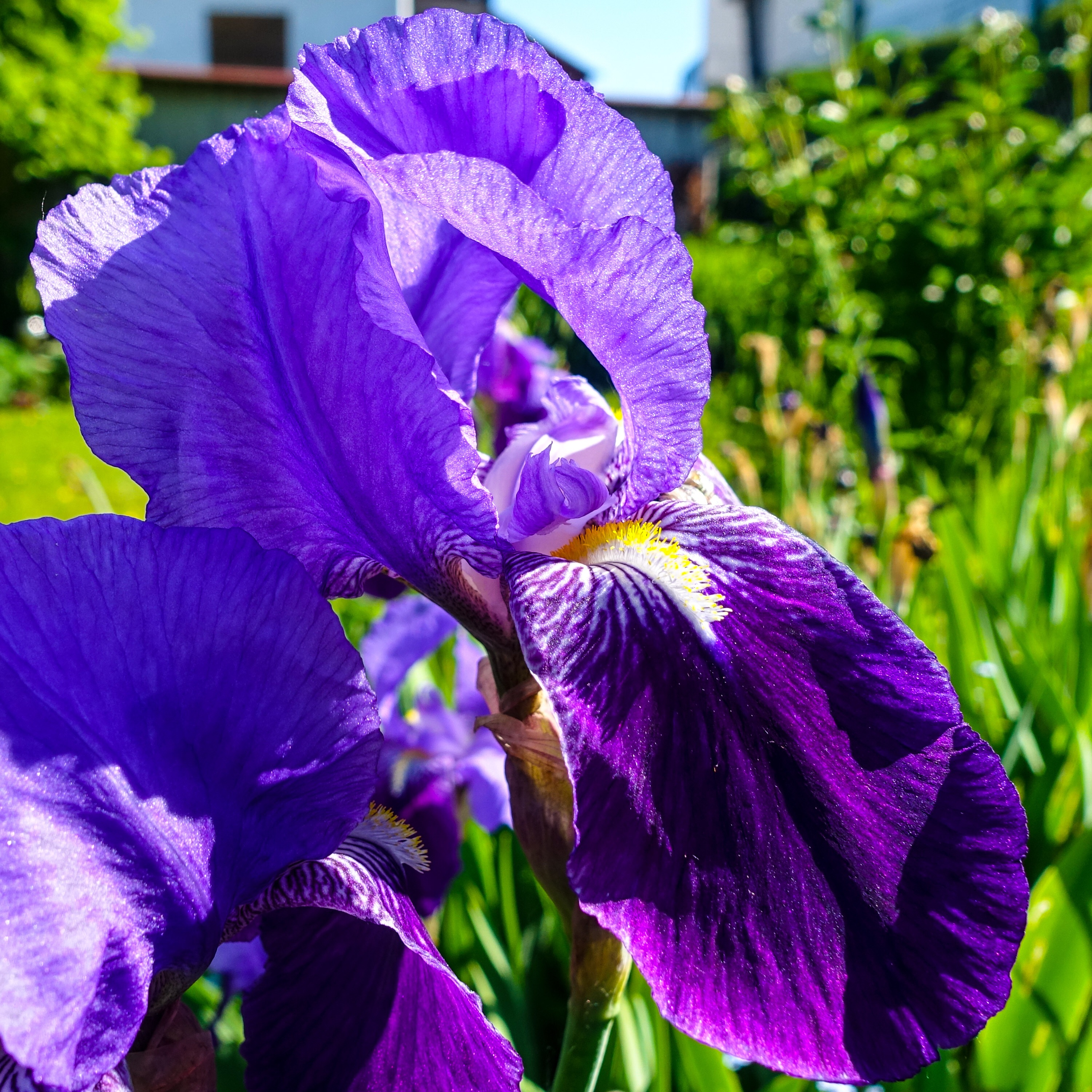
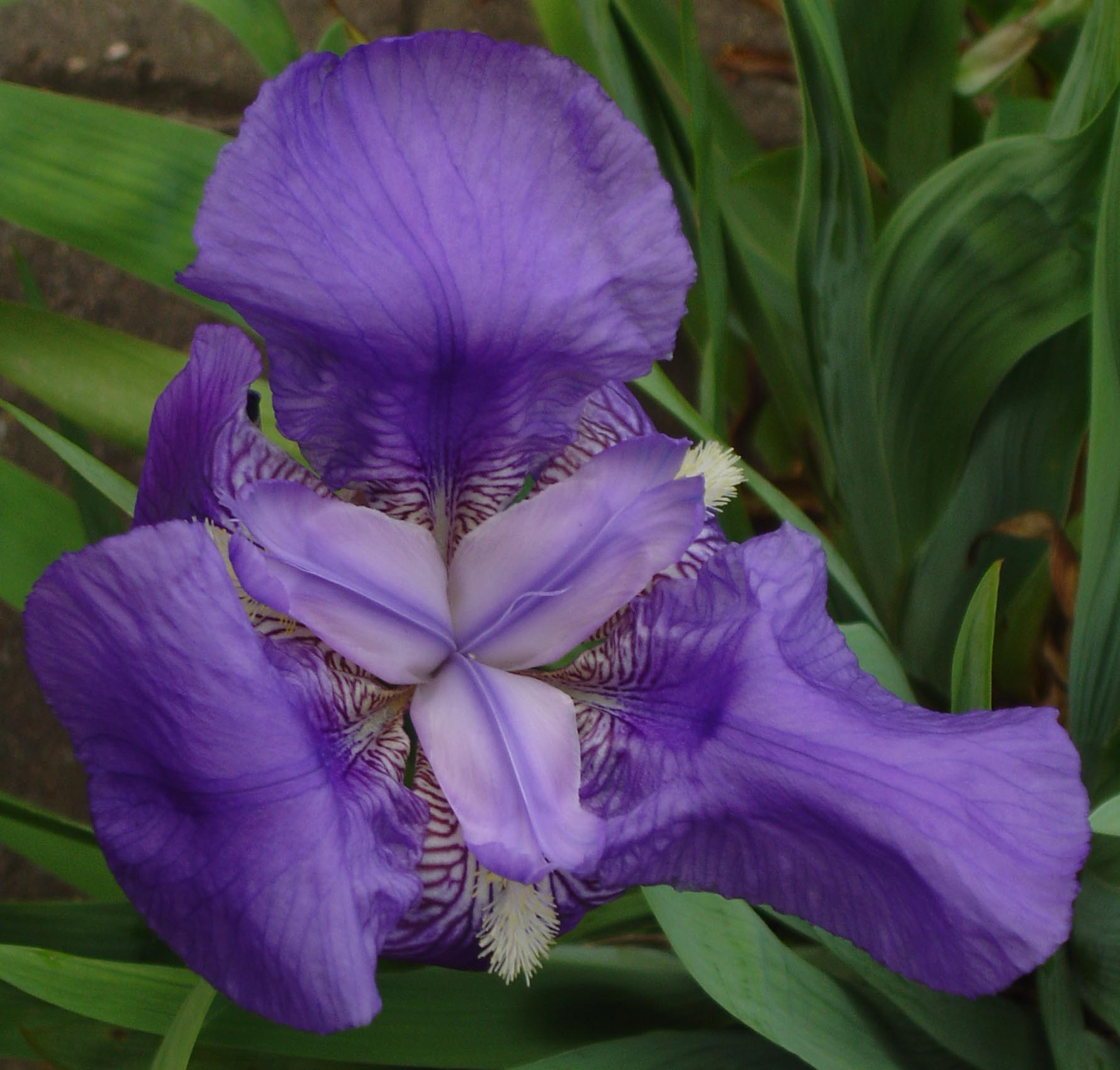